# Rikken Minseitō
El Partido Democrático Constitucional (立憲民政党 Rikken Minseitō?), más conocido por su forma abreviada Minseitō, fue un partido político de ideología liberal del Imperio de Japón, que junto con el conservador Rikken Seiyūkai ("Amigos del Gobierno Constitucional") protagonizó la política parlamentaria japonesa en la década de 1930.

## Historia
El Minseitō fue fundado en junio de 1927 como resultado de la fusión de los partidos políticos Kenseikai y Seiyu Hontō.
Su primer líder fue Osachi Hamaguchi que fue nombrado primer ministro de Japón en julio de 1929, tras la dimisión del general Giichi Tanaka, del Seiyukai. La plataforma política que había impulsado el partido era política y económicamente mucho más liberal que su principal rival, el Rikken Seiyūkai, prometiendo la eliminación de las disparidades en la riqueza, en pos de la cooperación internacional y la protección de las libertades personales. Su principal base de apoyo popular estaba en la clase media urbana, mientras que su principal respaldo económico era ofrecido por el zaibatsu Mitsubishi.

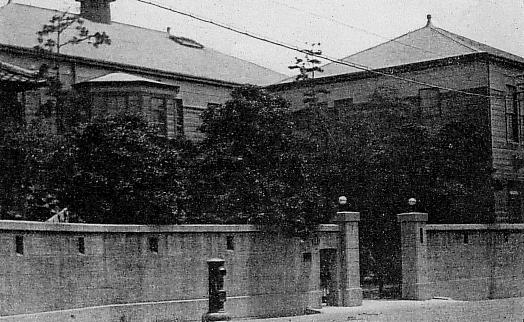
Sede central del Rikken Minseitō en Tokio.

A finales de 1930 el líder del partido y primer ministro, Osachi Hamaguchi, fue víctima de un atentado perpetrado por un ultranacionalista opuesto a la firma por Japón del Tratado Naval de Londres. Dimitió de su cargo y murió poco después. Le sucedió Reijirō Wakatsuki, que ya había sido primer ministro entre 1926 y 1927. En 1931 el partido se opuso frontalmente a la intervención militar en Manchuria, consecuencia del incidente de Mukden que había sido provocado por algunos oficiales del Ejército Imperial. La grave crisis provocada por el incidente de Manchuria de septiembre de 1931 obligó a Wakatsuki a presentar su dimisión, siendo sustituido por el nuevo líder del Seiyukai, Tsuyoshi Inukai.
En las elecciones generales de 1932 algunos diputados del partido se pasaron al Seiyūkai, lo que le proporcionó a éste la mayoría absoluta en la Cámara Baja de Dieta Imperial, reforzando así los apoyos parlamentarios del primer ministro Inukai. Cuatro años después, en las elecciones de 1936 el partido recuperó la mayoría relativa en el parlamento —obtuvo 205 escaños— pero como el Seiyūkai obtuvo 175 el resultado fue un parlamento "colgado", situación que se repitió en las elecciones del año siguiente.
En agosto de 1940 el Minseito se autodisolvió para integrarse en la Asociación de Apoyo al Régimen Imperial, el partido único creado por el primer ministro Fumimaro Konoe.

## Resultados electorales
| Elecciones | Candidato         | # de votos | % de votos | # de escaños | ±-  |
| ---------- | ----------------- | ---------- | ---------- | ------------ | --- |
| 1928       | Osachi Hamaguchi  | 4.251.771  | 43,14%     | 216/466      |     |
| 1930       | Osachi Hamaguchi  | 5.466.908  | 52,48%     | 273/466      | 57  |
| 1932       | Wakatsuki Reijirō | 3.442.326  | 35,25%     | 146/466      | 127 |
| 1936       | Machida Chūji     | 4.444.413  | 39,92%     | 205/466      | 59  |
| 1937       | Machida Chūji     | 3.689.355  | 36,16%     | 179/466      | 26  |